# Friedrich Glitza
Friedrich Johann Heinrich Glitza (* 10. Januar 1813 in Hamburg; † 24. September 1897 ebenda) war ein deutscher Pädagoge und Politiker.

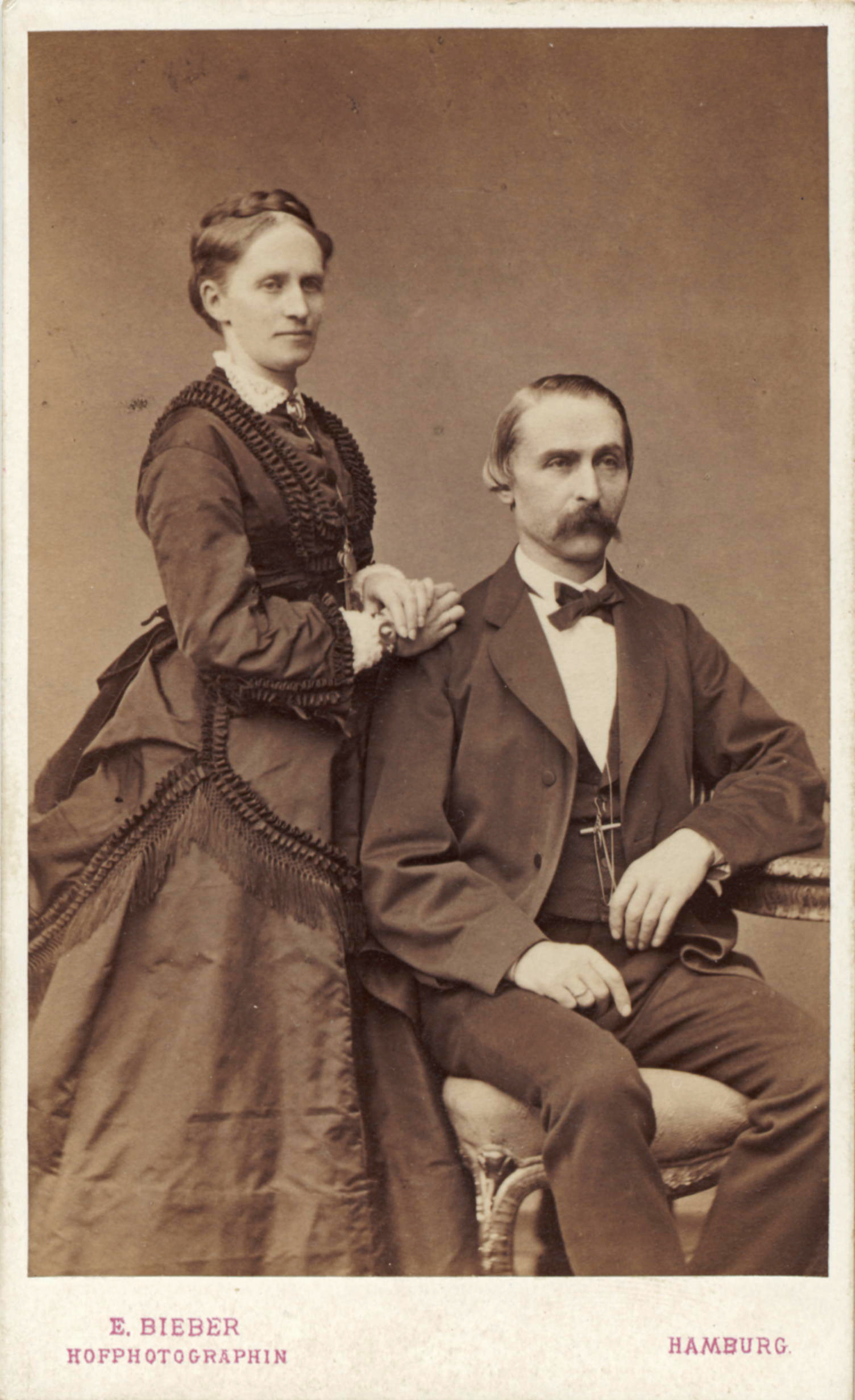
Friedrich Glitza und Frau Amalie, geb. Repsold, E. Bieber, CdV um 1865

## Leben und Wirken
Glitza, der bis 1848 „Glitz“ geheißen hatte, betätigte sich ab 1828 an der neu gegründeten Anstalt für Taubstumme. Hier war er zunächst als Lehrer, ab 1841 als deren Direktor tätig. Er beschäftigte sich mit der von Samuel Heinicke erfundenen „Deutschen Methode“ der Gehörlosenpädagogik und entwickelte diese weiter. Von 1849 bis 1853 war Glitza als Privatlehrer tätig; von 1851 bis 1853 auch an der Bildungsanstalt für Lehrerinnen. Gemeinsam mit seinem Bruder Wilhelm gründete er 1853 eine private höhere Bürgerschule, deren Vorsteher er ein Jahr später wurde. Die Schule bestand bis 1879.
Glitza war seit dem 14. April 1848 Hamburger Bürger, Mitglied der Konstituante von 1848 und von 1859 bis 1865 Mitglied der Hamburger Bürgerschaft gewesen. Ab 1841 war er Freimaurer in der Loge Absalom, ab 1868 im Großbeamtenrat und ab 1872 Großmeister der Großen Loge von Hamburg. Zudem wurde Glitza zweimal zum Meister vom Stuhl der Hamburger Loge Emanuel erwählt. Er setzte sich für die Vereinigung aller deutschen Großlogen zu einer National-Großloge sowie für die gleichwertige Anerkennung der Prince Hall-Logen in den USA ein. 
Seit 1828 war er Mitglied der Hamburger Turnerschaft von 1816, der er als „Turnwart“ vom 10. Oktober 1846 bis zum 29. September 1849 vorsaß.
Glitzas Bruder Adolph war Hauptpastor der Hauptkirche St. Katharinen.